# Мечеть Хаджа Фатіма
Мечеть Хаджа Фатіма (мал. Masjid Hajjah Fatima) — мечеть в Сінгапурі.
Мечеть була побудована в 1907 році, а капітальна реставрація будівлі завершена в 2003 році. 

## Історія
Будівництво мечеті було ініційовано Хаджа Фатімою, яка походила з багатої малайської родини. Вона вийшла заміж за принца з Сулавесі, який керував торговим постом в Сінгапурі. Однак її чоловік помер, вона продовжувала керувати його бізнесом після його смерті, набуваючи великих статків на своїх кораблях. Наприкінці 1830-х років її будинок на Ява-Роуд був розбитий двічі, а вдруге підпалений. Однак Хаджа Фатіма відсутня, коли стався підпал, і тому вона не постраждала, щоб висловити свою подяку за свою безпеку, вона наказала побудувати мечеть на місці, де колись стояв будинок.
Мечеть спроєктована британським архітектором. Мечеть була побудована в 1846 році. 
Головний молитовний зал був перебудований у 1930-х роках за проєктом архітекторів Чунга і Вонга та побудований французькими підрядниками Bossard & Mopin з малайськими робітниками. Відновлення додало до мечеті більше ісламських елементів, надавши мечеті поєднання стилів. 
Мечеть Хаджа Фатіма була оголошена національною пам'яткою 28 червня 1973 року.